# Reserva Ecológica Cofán Bermejo
Die Reserva Ecológica Cofán Bermejo befindet sich im äußersten Norden von Ecuador. Das 554,51 km² große Schutzgebiet wurde am 30. Januar 2002 eingerichtet. Der Name des Schutzgebietes leitet sich von dem Fluss Río Bermeja (auch Río Bermejo) sowie der dort ansässigen Volksgruppe der Cofán ab. Das Gebiet wird vom ecuadorianischen Umweltministerium gemeinsam mit der Federación Indígena de la Nacionalidad Cofán del Ecuador (FEINCE) verwaltet.

## Lage
Die Reserva Ecológica Cofán Bermejo befindet sich im Norden des Kantons Cascales in der Provinz Sucumbíos unmittelbar an der kolumbianischen Grenze. Das Reservat liegt am Rande des Amazonasbeckens und reicht im Nordwesten bis in die östlichen Ausläufer der Cordillera Real. Das Areal liegt in Höhen zwischen 400 m und 2275 m. Der Río Rancheria, ein rechter Nebenfluss des Río San Miguel, begrenzt das Gebiet im Norden. Der Río Bermeja (oder Río Bermejo), ein weiterer Nebenfluss des Río San Miguel, durchquert das Schutzgebiet in östlicher Richtung und entwässert einen Großteil davon. Die Cofán-Siedlungen Soquié, Tayo’su Canqque, Chandia Na’e und Alto Bermejo befinden sich innerhalb des Schutzgebietes. Den höchsten Punkt im Reservat bildet der nordwestlich von Alto Bermejo gelegene Cerro Sur Pax.

## Ökologie
Die tieferen Lagen sind mit tropischem Regenwald bedeckt. In Höhen über 2000 m trifft man auf Nebelwälder. Zur dortigen Fauna gehören der Brillenbär, der Großmazama und der Bergtapir. In den tieferen Lagen findet man eine große Vielfalt an Bäumen. Dort leben Brüllaffen, Nachtaffen und Klammeraffen. Ferner gehören zur Fauna der Puma, der Jaguar, der Waldhund, die Nördliche Tigerkatze, der Südamerikanische Nasenbär, Tamanduas und Ameisenbären.